# Trzęsak pomarańczowożółty

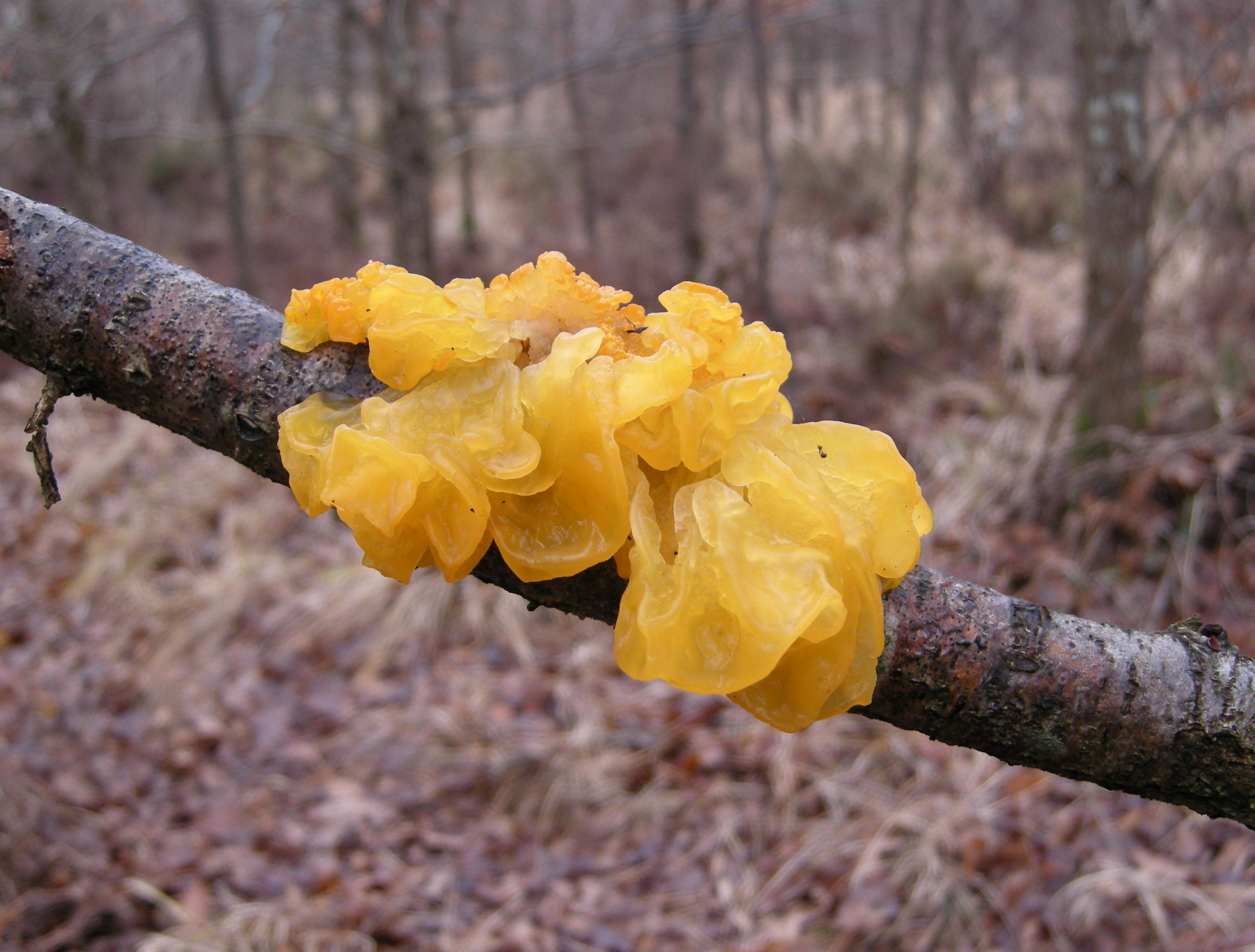

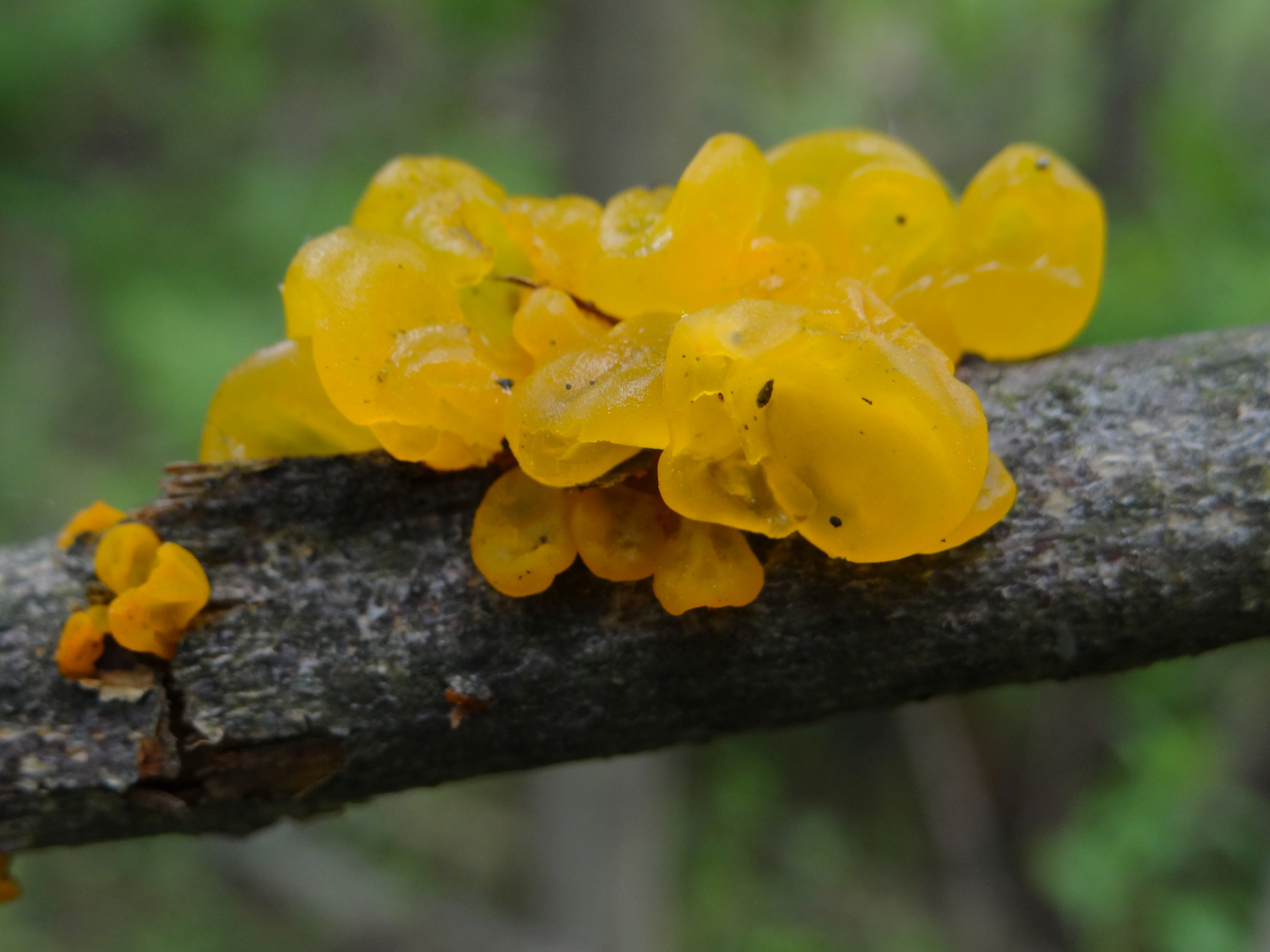

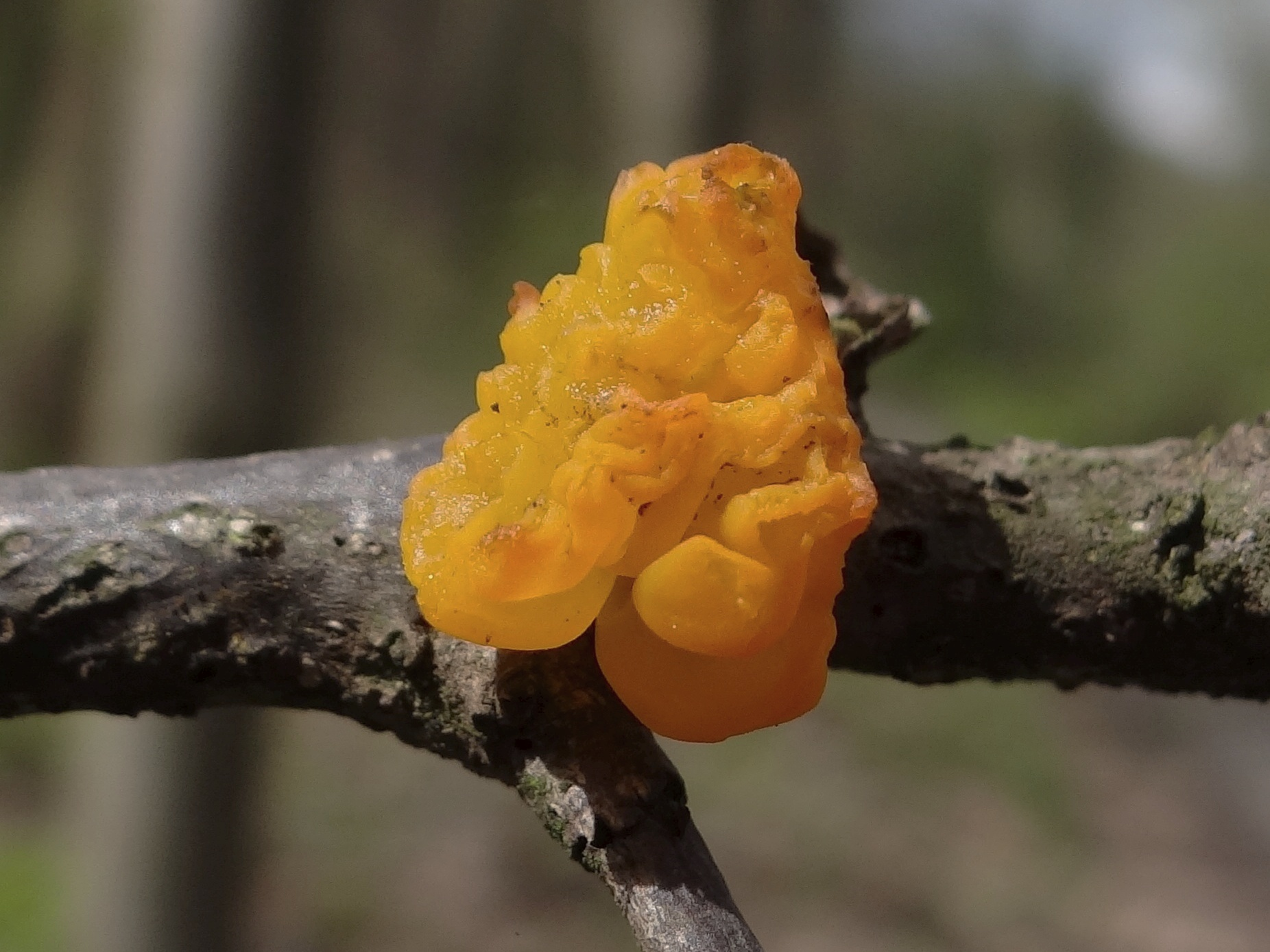

Trzęsak pomarańczowożółty (Tremella mesenterica Retz.) – gatunek grzybów należący do rodziny trzęsakowatych (Tremellaceae).

## Systematyka i nazewnictwo
Pozycja w klasyfikacji: Tremella, Tremellaceae, Tremellales, Incertae sedis, Tremellomycetes, Agaricomycotina, Basidiomycota, Fungi.
Niektóre synonimy naukowe:

- Hormomyces aurantiacus Bonord. 1851
- Tremella brasiliensis (Möller) Lloyd 1922
- Tremella lutescens Pers. 1798
- Tremella mesenterica var. lutescens (Pers.) Pers. 1822[2].

Nazwę polską zaproponował Władysław Wojewoda w 2003 r. W polskim piśmiennictwie mykologicznym gatunek ten opisywany był też jako kisielec pomarańczowy, galaretowiec kruszkowy, galaretowiec pospolity, móżdżak kruszkowy, trzęsidło pomarańczowe, trzęsak pomarańczowy i trzęsak złotożółty.

## Morfologia
Owocnik
Średnicy 1–5 cm, lśniący, pofałdowany, najczęściej żółty, złocisty, kremowocytrynowy lub pomarańczowy, często opylony zarodnikami, przebijający się przez pęknięcia w korze podłoża. Starzejąc się blaknie i częściowo rozpływa. Młode owocniki wytwarzają na powierzchni liczne bezpłciowe konidiospory (wyraźnie mniejsze od zarodników podstawkowych), które w masie są zabarwione złocistożółto.
Cechy mikroskopowe
Wysyp zarodników: biały nieamyloidalny. Zarodniki okrągławo eliptyczne, gładkie, o średnicy 10-15,5 × 7–12 μm, bez pory rostkowej. Podstawki 4-sterygmowe z podłużnymi przegrodami. Mają rozmiar 20-31 × 16–22 μm i sterygmy o długości do około 100 μm. Pęcherzyki obecne. Hyfidy rzadkie, cienkościenne, szkliste.
Grzyb rozmnaża się w specyficzny sposób: w młodości bezpłciowo za pomocą konidiów, a dopiero później dojrzewają zarodniki powstałe w wyniku procesu płciowego.
Gatunki podobne
- trzęsak pomarańczowy (Tremella aurantia). Jest bardzo podobny, ale występuje tylko w sąsiedztwie skórnika szorstkiego (Stereum hirsutum), na którym pasożytuje. Ma mniejsze podstawki i zarodniki, nie posiada pęcherzyków[5]
- Łzawnik złocistozarodnikowy (Dacrymyces chrysospermus), który rośnie na drewnie drzew iglastych[4].

## Występowanie i siedlisko
Poza Antarktydą występuje na wszystkich kontynentach, a także na wielu wyspach. W Polsce jest pospolity.
Występuje przeważnie na opadłych gałęziach drzew liściastych, zwłaszcza buków, dębów, jesionów i leszczyn. Owocuje przez cały rok, w szczególności późną jesienią, w zimie i na wiosnę. W większości okolic częsty.

## Znaczenie
Grzyb nagrzybny, pasożyt. Rozwija się na grzybni powłocznic (Peniophora). Jest nieszkodliwy, jednak uważany jest za grzyb niejadalny. Nie odznacza się żadnym smakiem ani zapachem, poza tym jest galaretowatej konsystencji. W niektórych krajach zbierany do konsumpcji, m.in. w Rosji i Chinach.